# Zaur Umarovich Sadayev
Bản mẫu:Eastern Slavic name
Zaur Umarovich Sadayev (tiếng Nga: Заур Умарович Садаев; sinh ngày 6 tháng 11 năm 1989) là một cầu thủ bóng đá người Nga gốc Chechen. Anh chơi ở vị trí tiền đạo cho FC Akhmat Grozny.

## Sự nghiệp câu lạc bộ
Anh có màn ra mắt cùng với FC Terek Grozny tại Giải bóng đá ngoại hạng Nga năm 2008.
Ngày 30 tháng 1 năm 2013, anh được chuyển đến Beitar Jerusalem của Israel cùng với Dzhabrail Kadiyev, đều là người Hồi giáo. Ngày 3 tháng 3, Sadayev ghi bàn thắng đầu tiên cho Beitar trong trận đấu ở giải vô địch trước Maccabi Netanya, khi hàng trăm cổ động viên rời khỏi sân vận động.

## Thống kê sự nghiệp
Tính đến 13 tháng 5 năm 2018.
| Câu lạc bộ                  | Mùa giải            | Giải vô địch                   | Giải vô địch | Giải vô địch | Cúp     | Cúp       | Tổng cộng | Tổng cộng |
| Câu lạc bộ                  | Mùa giải            | Giải vô địch                   | Số trận      | Bàn thắng    | Số trận | Bàn thắng | Số trận   | Bàn thắng |
| --------------------------- | ------------------- | ------------------------------ | ------------ | ------------ | ------- | --------- | --------- | --------- |
| Terek Grozny/ Akhmat Grozny | 2006                | Russian First Division         | 3            | 0            | 0       | 0         | 3         | 0         |
| Terek Grozny/ Akhmat Grozny | 2007                | Russian First Division         | 7            | 2            | 0       | 0         | 7         | 2         |
| Terek Grozny/ Akhmat Grozny | 2008                | Giải bóng đá ngoại hạng Nga    | 3            | 0            | 0       | 0         | 3         | 0         |
| Terek Grozny/ Akhmat Grozny | 2009                | Giải bóng đá ngoại hạng Nga    | 17           | 2            | 0       | 0         | 17        | 2         |
| Terek Grozny/ Akhmat Grozny | 2010                | Giải bóng đá ngoại hạng Nga    | 16           | 1            | 0       | 0         | 16        | 1         |
| Terek Grozny/ Akhmat Grozny | 2011–12             | Giải bóng đá ngoại hạng Nga    | 28           | 3            | 3       | 1         | 31        | 4         |
| Terek Grozny/ Akhmat Grozny | 2012–13             | Giải bóng đá ngoại hạng Nga    | 7            | 0            | 0       | 0         | 7         | 0         |
| Terek Grozny/ Akhmat Grozny | 2013–14             | Giải bóng đá ngoại hạng Nga    | 7            | 0            | 1       | 0         | 8         | 0         |
| Terek Grozny/ Akhmat Grozny | 2015–16             | Giải bóng đá ngoại hạng Nga    | 15           | 5            | 1       | 0         | 16        | 5         |
| Terek Grozny/ Akhmat Grozny | 2016–17             | Giải bóng đá ngoại hạng Nga    | 7            | 2            | 1       | 0         | 8         | 2         |
| Terek Grozny/ Akhmat Grozny | 2017–18             | Giải bóng đá ngoại hạng Nga    | 16           | 3            | 1       | 0         | 17        | 3         |
| Terek Grozny/ Akhmat Grozny | Tổng cộng           | Tổng cộng                      | 126          | 18           | 7       | 1         | 133       | 19        |
| Beitar Jerusalem            | 2012–13             | Giải bóng đá ngoại hạng Israel | 7            | 1            | 0       | 0         | 7         | 1         |
| Lechia Gdańsk               | 2013–14             | Ekstraklasa                    | 12           | 3            | 2       | 0         | 14        | 3         |
| Lechia Gdańsk               | 2014–15             | Ekstraklasa                    | 4            | 0            | 0       | 0         | 4         | 0         |
| Lechia Gdańsk               | Tổng cộng           | Tổng cộng                      | 16           | 3            | 2       | 0         | 18        | 3         |
| Lech Poznań                 | 2014–15             | Ekstraklasa                    | 25           | 5            | 5       | 4         | 30        | 9         |
| Tổng cộng sự nghiệp         | Tổng cộng sự nghiệp | Tổng cộng sự nghiệp            | 174          | 27           | 14      | 5         | 188       | 32        |

## Danh hiệu

### Câu lạc bộ
Lech Poznań
- Ekstraklasa: 2014–15